# ハンク・ブレイロック
ハンク・ジョー・ブレイロック（Hank Joe Blalock , 1980年11月21日 - ）は、アメリカ合衆国カリフォルニア州サンディエゴ出身の元プロ野球選手(三塁手)。右投げ左打ち。

## 経歴

### プロ入りとレンジャーズ時代
1999年にMLBドラフト3巡目（全体105位）でテキサス・レンジャーズに指名されて入団した。
2002年に開幕メジャーロースター入りを果たすと、4月1日の開幕戦に「8番・三塁」でメジャーデビューして初安打・初打点も記録した。しかし、メジャーの壁は厚く、打率2割を打つのがやっとで5月14日にマイナー降格された。
2003年は打率3割、29本塁打、90打点の好成績を記録する。この年は二塁手としても4試合（先発出場は1試合のみ）プレーした。
2004年には、弾丸ライナーのような本塁打はマスコミから「ソニック（超音速）スラム」と呼ばれるようになる。しかし、シーズン後半はその本塁打狙いでバッティングが崩れる。それでも32本塁打、110打点の成績を残した。
2005年は主に4番・三塁手として出場し、自己最多の161試合に出場。打率こそ.263と平凡な数字に終わったものの、3年連続25本塁打&90打点以上となる25本塁打・92打点を記録。しかし、シーズン終盤に失速し、残り50試合でわずか2本塁打しか放つことができなかった。また、対左腕の打率.196と来季以降の課題も残った。
2006年は、7月以降は右肩痛もあって本塁打が激減した。守備にも影響があったため、最後の12試合は指名打者として出場したが、レギュラー定着後としては自己最低の成績に終わった。シーズン最終戦の翌日に右肩の手術を受けた。
2007年は胸郭出口症候群を患って第一肋骨の切除手術を受けて、5月から9月までの長期離脱を余儀なくされた。復帰後は19試合に出場し、5本塁打・17打点と復調したが、シーズントータルではわずか58試合の出場に終わった。
2008年3月3日に、夫人と息子を乗せたSUVがキャンプ地の近くで追突され、家族は無事だったものの、ブレイロック自身は首を痛めるというアクシデントに見舞われた。シーズンではハムストリングの故障で戦線離脱すると、復帰後は一塁手で起用された。

### レイズ時代
2010年5月15日、マイナー選手プラス金銭トレードで、タンパベイ・レイズへ移籍した。レイズでは26試合に出場し、打率.254・1本塁打・7打点という成績だった。

## 選手としての特徴
コンパクトで鋭いスイングをするが、強振しすぎることも多い。弱点が多く、特に外角に逃げていく球と高目、左投手が苦手で、選球眼には改善の余地がある。走塁は平均以下。守備は第一歩も早く守備範囲も平均よりは上で、肩も強く送球も正確だが、投げるまでに間があるのが難点。

## 人物
打席に入る際にかかる曲はニッケルバックのアニマルズである。
3歳年下の弟ジェイクは現在フィラデルフィア・フィリーズ傘下に所属する外野手・三塁手である。

## 詳細情報

### 年度別打撃成績
| 年 度    | 球 団    | 試 合 | 打 席 | 打 数 | 得 点 | 安 打 | 二 塁 打 | 三 塁 打 | 本 塁 打 | 塁 打 | 打 点 | 盗 塁 | 盗 塁 死 | 犠 打 | 犠 飛 | 四 球 | 敬 遠 | 死 球 | 三 振 | 併 殺 打 | 打 率 | 出 塁 率 | 長 打 率 | O P S |
| -------- | -------- | ----- | ----- | ----- | ----- | ----- | -------- | -------- | -------- | ----- | ----- | ----- | -------- | ----- | ----- | ----- | ----- | ----- | ----- | -------- | ----- | -------- | -------- | ----- |
| 2002     | TEX      | 49    | 172   | 147   | 16    | 31    | 8        | 0        | 3        | 48    | 17    | 0     | 0        | 2     | 2     | 20    | 1     | 1     | 43    | 2        | .211  | .306     | .327     | .633  |
| 2003     | TEX      | 143   | 615   | 567   | 89    | 170   | 33       | 3        | 29       | 296   | 90    | 2     | 3        | 0     | 3     | 44    | 1     | 1     | 97    | 16       | .300  | .350     | .522     | .872  |
| 2004     | TEX      | 159   | 713   | 624   | 107   | 172   | 38       | 3        | 32       | 312   | 110   | 2     | 2        | 0     | 8     | 75    | 7     | 6     | 149   | 13       | .276  | .355     | .500     | .855  |
| 2005     | TEX      | 161   | 705   | 647   | 80    | 170   | 34       | 0        | 25       | 279   | 92    | 1     | 0        | 0     | 4     | 51    | 1     | 3     | 132   | 16       | .263  | .318     | .431     | .749  |
| 2006     | TEX      | 152   | 646   | 591   | 76    | 157   | 26       | 3        | 16       | 237   | 89    | 1     | 0        | 0     | 2     | 51    | 6     | 2     | 98    | 15       | .266  | .325     | .401     | .726  |
| 2007     | TEX      | 58    | 232   | 208   | 32    | 61    | 16       | 3        | 10       | 113   | 33    | 4     | 1        | 0     | 2     | 21    | 1     | 1     | 38    | 8        | .293  | .358     | .543     | .901  |
| 2008     | TEX      | 65    | 281   | 258   | 37    | 74    | 19       | 1        | 12       | 131   | 38    | 1     | 0        | 0     | 2     | 19    | 3     | 2     | 40    | 10       | .287  | .338     | .508     | .846  |
| 2009     | TEX      | 123   | 495   | 462   | 62    | 108   | 21       | 4        | 25       | 212   | 66    | 2     | 0        | 0     | 4     | 26    | 2     | 3     | 108   | 6        | .234  | .277     | .459     | .736  |
| 2010     | TB       | 26    | 69    | 63    | 8     | 16    | 3        | 0        | 1        | 22    | 7     | 1     | 1        | 0     | 0     | 6     | 0     | 0     | 15    | 1        | .254  | .319     | .349     | .668  |
| MLB：9年 | MLB：9年 | 936   | 3928  | 3567  | 507   | 959   | 198      | 17       | 153      | 1650  | 542   | 14    | 7        | 2     | 27    | 313   | 22    | 19    | 720   | 87       | .269  | .329     | .463     | .791  |

### 記録
MiLB
- オールスター・フューチャーズゲーム選出 1回：2001年

MLB
- オールスター選出：2回（2003年、2004年）